# 112-я Башкирская кавалерийская дивизия
112-я Башки́рская кавалери́йская диви́зия — соединение, созданное для участия в Великой Отечественной войне по национально-региональному признаку. Сформировано в Уфе в декабре 1941 года.

## История

### Создание
Основанием создания явилось обращение правительства Башкирской АССР в ГКО СССР в ноябре 1941 года с просьбой создать за счёт республиканских ресурсов 2 кавалерийские дивизии. После получения согласия 17 и 29 ноября 1941 года бюро обкома ВКП(б) и Совнаркома БАССР издали постановления, определяющие порядок действий по формированию дивизий.
Из хозяйств республики было передано 13,3 тысячи лошадей, упряжь, обмундирование, фураж и т. д. Комплектование личного состава проходило в основном за счёт пополнения из сельских районов Башкирской АССР. Значительное число командиров из башкир и татар, по разрешению Главного управления формирования Красной Армии, было отозвано с фронта, из других военных округов. В декабре 1941 — январе 1942 гг. прибыли постоянные командиры полков: майор Т.Т.Кусимов (1-й кавалерийский полк), майор Г.А.Нафиков (2-й кавалерийский полк), майор Г.Д.Макаев (3-й кавалерийский полк). 25 декабря 1941 года прибыл и вступил в должность начальника формирования дивизии полковник М.М.Шаймуратов, который был отозван с фронта с должности командира 1-го особого кавалерийского полка в составе гвардейского кавалерийского корпуса генерала Л. М. Доватора.
Создание 112-й и 113-й кавалерийских дивизий происходило на месте отправленных на фронт в октябре-ноябре 1941 года 74-й и 76-й кавалерийских дивизий в районе станции Дёма в Уфимском (112-я кавалерийская дивизия) и Благовещенском районах (113-я кавалерийская дивизия) республики.
2 марта 1942 года комиссия Южно-Уральского военного округа оценила подготовку 112-й кавдивизии, как готовой к отправке на фронт. Подготовка 113-й кавдивизии к этому времени не была завершена в связи с острой нехваткой командного состава и материальных ресурсов у республики. Поэтому по директиве НКО личный состав 113-й кавалерийской дивизии был передан для доукомплектования других частей (в 112-ю кавалерийскую дивизию, 9-й запасной кавалерийский полк (г. Туймазы), 11-ю Оренбургскую кавалерийскую дивизию.
6 марта 1942 издан приказ командующего войсками Южно-Уральского военного округа о включении 112-й кавдивизии в состав войск ЮУВО
22 марта 1942 года председатель Президиума Верховного Совета БАССР Р.К.Ибрагимов вручил дивизии знамя Президиума Верховного Совета и Совета Народных Комиссаров Башкирской АССР,
Первоначально дивизия насчитывала 3823 человека (командно-начальствующий состав — 304, младший начальствующий — 431, рядовые — 3088). Ко времени завершения комплектования башкиры составляли 81,4 %, татары 14,5 %, русские 3,3 % и др. национальности 0,8 %.
11 апреля 1942 приказом НКО СССР 112 кавдивизия включена в состав 8-го кавалерийского корпуса 3-й армии Брянского фронта.
17 апреля 1942 года 112-я Башкирская кавалерийская дивизия начала отправку личного и конского составов железнодорожными эшелонами до ст. Ефремово Московско-Донбасской железной дороги. Всего было отправлено 13 эшелонов.
1 мая 1942 года бойцы 112-й кавдивизии приняли воинскую присягу.
В состав 8-го кавалерийского корпуса также входили 21-я горно-кавалерийская дивизия и 55-я кавалерийская дивизия.

## Боевой путь
Со 2 июля 1942 года 112-я кавдивизия участвует в боевых действиях 3-й армии Брянского фронта, в оборонительных сражениях Сталинградской битвы на рубеже реки Олым. За время со 2 по 8 июля 1942 года на рубеже Алёшки — Малые Борки — Святоша части 112-й кавдивизии уничтожили 320 вражеских солдат и офицеров, 2 склада с боеприпасами, вывели из строя 57 ручных и станковых пулемётов, 12 орудий, 2 танка, 10 грузовых автомобилей и другой боевой техники противника.
С 10 июля по 9 октября 1942 года дивизия вела бои на рубеже обороны Казинка-Вторые Тербуны (Курская область). 10 июля 1942 года при освобождении села Лобановка погиб командир 294-го кавполка майор Нафиков Г. А. 31 июля 1942 года в газете «Красная звезда» появился очерк «В Башкирской дивизии», К. Симонова незадолго до этого посетившего дивизию и опубликовавшего статью о подвиге бойцов в дивизионной газете.
22 октября 1942 года решением Ставки Верховного главнокомандования был вновь создан Юго-Западный фронт, в состав 5-й танковой армии которого вошёл 8-й кавкорпус (и в том числе 112-я кавдивизия). К 8 ноября корпус вышел к реке Дон и начал контрнаступление. 21 ноября дивизия провела кавалерийскую атаку на две танковые дивизии противника (немецкую и румынскую), убив более 1000 солдат.
С 16 декабря 1942 года 112-я Башкирская кавалерийская дивизия участвовала в Среднедонской наступательной операции Юго-Западного и части сил Воронежского фронтов.
Во второй половине декабря 1942 г. — в начале января 1943 г. в составе 8-го кавкорпуса участвовала в боях по освобождению станции Чернышков и городов Чернышковский и Морозовск Донецкой области.

В ночь на 31 декабря дивизии корпуса, совместно с 53-й механизированной бригадой обошли оборону противника. Они, воспользовавшись темнотой, подошли к хутору Красный Яр, взяли в кольцо и на утро внезапным налётом овладели им.
В авангарде шли кавалеристы 112-й дивизии.

Противник был застигнут врасплох и не смог оказать активного сопротивления. Гарнизон хутора Красный Яр состоял из так называемой группы «Оберста Штагеля», в которой свыше 100 человек являлись личным составом авиационной части, дислоцировавшейся на аэродроме близ Чернышковского. Были захвачены также оперативные документы, мощные радиостанции, до 20 легковых и около 100 грузовых машин, три склада с продовольствием и один — с медикаментами.
31 декабря противник силами до двух батальонов пехоты при поддержке 15 танков предпринял две последовательные контратаки на Красный Яр со стороны Чернышковского. Они были отбиты с большими для него потерями.
Утром 5 января 55-я и 112-я кавдивизии и другие соединения 5-й танковой армии после упорных боев против вражеских автоматчиков освободили город Морозовск. В этих боях было захвачено около 10 складов с боеприпасами, склад с горючим, 60 автомашин, 50 самолётов и несколько миллионов снарядов и авиабомб.— Внезапный удар Внезапный удар. history-doc.ru. Дата обращения: 10 марта 2020. Архивировано 24 февраля 2020 года.
В ходе этих боёв дивизия понесла большие потери. Из трёх полков был сформирован один сводный отряд. Командиром этого отряда стал командир 294-го полка подполковник Г. Е. Фондеранцев.
В середине января 1943 года дивизия получила пополнение. В составе пополнения преимущественно были части из Средней Азии и 7-й маршевый эскадрон, прибывший из 9-го запасного кавалерийского полка (г. Туймазы).
22 января 1943 года у г. Белая Калитва, героически стояли в обороне 33 воина из 112-й Башкирской кавалерийской дивизии, под командованием лейтенанта А. Атаева, получившего посмертно звание Героя Советского Союза.

Со 2 февраля 1943 года 8-й кавкорпус действовал в составе 3-й гвардейской армии (командующий генерал-лейтенант Д. Д. Лелюшенко).
В феврале 1943 года дивизия в составе 8-го кавалерийского корпуса совершила глубокий рейд в тыл врага на г. Ворошиловград. 23 февраля 1943 года при выходе полка из рейда между сёлами Петровское и Юлино Ворошиловградской области погиб командир дивизии генерал-майор М. М. Шаймуратов.
За время рейда дивизия прошла с боями более 400 километров; ею было уничтожено почти 3000 солдат неприятеля, 56 танков, 6 самолётов, 6000 автомашин противника. Трофеями дивизии стали 5 оружейных, 8 продуктовых складов, 31 самолёт, 20 танков, 115 автомашин; около 2000 солдат и офицеров были взяты в плен. Освобождено от врага более сотни населённых пунктов. За героизм, проявленный в ожесточённых боях под Сталинградом, 213 бойцов и командиров дивизии отмечены правительственными наградами.
За эту операцию 8-го кавалерийский корпус, был переименован в 7-й гвардейский кавалерийский корпус, дивизия 14 февраля 1943 года преобразована в 16-ю гвардейскую кавалерийскую дивизию. Гвардейскими стали и полки дивизии.
После гибели М. М. Шаймуратова дивизию возглавил полковник Г. А. Белов.
С 15 апреля 1943 года по 30 августа 1943 года в резерве Ставки ВГК
С 13 мая 1943 года по 12 июля 1943 года дивизия осуществляет переформирование в г. Павловск Воронежской обл.; получает пополнение, в том числе из числа личного состава 16-й и 81-й кавдивизий 4-го кавкорпуса.
Осенью 1943 года дивизия принимает участие в Черниговско-Припятской операции. 21 сентября 1943 года за отличие в боях по освобождению Чернигова дивизии присвоено почётное наименование «Черниговская».
25 сентября части дивизии выходят к Днепру. За участие в битве за Днепр свыше 1,4 тыс. бойцов и командиров дивизии были отмечены правительственными наградами; звание Героя Советского Союза получили 54 человека, в их числе командир дивизии генерал-майор Г. А. Белов, командир 58-гвардейского кавполка полковник Т. Т. Кусимов, Ахметшин К. Х., первый номер пулемётного расчёта 2-го эскадрона 60 гв. кавалерийского полка Ф. Г. Габдрашитов, Т. Г. Халиков и др.
В ноябре 1943 года дивизия участвовала в освобождении городов и сёл Белоруссии в ходе Гомельско-Речицкой операции.
С 8 по 14 января 1944 года участвует в Мозырском рейде 7-го гвардейского кавалерийского корпуса, участвует в освобождении городов Мозырь и Сарны, награждена орденом Красного Знамени.
Март 1944 года — наступление на Владимир-Волынский.
С 18 июля 1944 года по 2 августа 1944 года дивизия участвовала в освобождении городов и сёл Украины, Белоруссии, Польши в Люблинско-Брестской операции. За взятие городов Калиш и Люблин дивизия была награждена орденом Суворова II степени; 58-й и 62-й гвардейские кавалерийские полки и 148-й гвардейский артиллерийско-миномётный полк награждены орденами Красного Знамени
С августа 1944 года по 9 января 1945 года в обороне на восточном берегу Вислы. За взятие города Томашув-Мазовецкий 60-й гвардейский кавалерийский полк награждён орденом Красного Знамени; 58-й гвардейский кавалерийский полк и 148-й гвардейский артиллерийско-миномётный полк удостоены наименования «Томашувских».
С 10 февраля 1945 года по 4 апреля 1945 года дивизия участвовала в Восточно-Померанской операции.
С 19 апреля 1945 года по 5 мая 1945 года — в Берлинской стратегической операции. Награждена орденом Кутузова II степени.
За годы Великой Отечественной войны дивизия прошла от Дона до Эльбы свыше 4000 км. 15 раз отмечена в приказах Верховного Главнокомандующего, как отличившаяся в боях.

## Подчинённость
| Дата                                       | Фронт (округ)         | Армия                 | Корпус (группа)                      | Примечания |
| ------------------------------------------ | --------------------- | --------------------- | ------------------------------------ | ---------- |
| июль 1942 года                             | Брянский фронт        | 3-я армия             | 8-й кавалерийский корпус             |            |
| октябрь 1942 года                          | Юго-Западный фронт    | 5-я танковая армия    | 8-й кавалерийский корпус             |            |
| 2 февраля 1943 года                        |                       | 3-я гвардейская армия | 7-й гвардейский кавалерийский корпус |            |
| 15 апреля 1943 года — 30 августа 1943 года | Резерв Ставки ВГК     |                       | 7-й гвардейский кавалерийский корпус |            |
| С августа 1943 года                        |                       | 61-я армия            | 7-й гвардейский кавалерийский корпус |            |
| март 1944 года                             |                       | 47-я армия            | 7-й гвардейский кавалерийский корпус |            |
| январь 1945 года                           | 1-й Белорусский фронт | 33-я армия            | 7-й гвардейский кавалерийский корпус |            |

## Состав дивизии
- 275-й кавалерийский полк
- 294-й кавалерийский полк
- 313-й кавалерийский полк
- 101-й конно-артиллерийский дивизион
- 101-й конно-артиллерийский парк
- 112-й разведывательный дивизион
- 83-й отдельный полуэскадрон связи
- 112-й медико-санитарный взвод (80-й медико-санитарный эскадрон)
- 112-я отдельная рота химической защиты
- 379-й дивизионный ветеринарный лазарет
- 1927-я полевая почтовая станция
- 1030-я полевая касса Госбанка

Состав дивизии после 14 февраля 1943 года указан в статье 16-я гвардейская кавалерийская дивизия.

## Командный состав дивизии

### Командиры дивизии
- Шаймуратов, Минигали Мингазович (декабрь 1941 — 23 февраля 1943), полковник, генерал-майор;
- Белов, Григорий Андреевич (февраль 1943—1945), полковник, генерал-майор.

### Начальники штаба дивизии
- Голенев, Иван Иванович (март 1942 — ?), майор.

### Командиры полков
- 275-й кавалерийский полк (58-й гвардейский кавалерийский полк):
  - Кусимов, Тагир Таипович, март 1942 — ноябрь 1942, апрель 1943 — май 1944, майор, с февраля 1944 полковник.
  - Гайсин, Шарафутдин Гиматдинович- с мая 1944 г., майор
- 294-й кавалерийский полк (60-й гвардейский кавалерийский полк):
  - Нафиков, Гарей Абдуллович, январь 1942 — 10 июля 1942, майор.
  - Фондеранцев, Герасим Ефимович (1899 г.р.), до апреля(?) 1943 года подполковник.
  - Горлатов Иван Фёдорович (1906 г.р.), с июля(?) 1943, подполковник
- 313-й кавалерийский полк (62-й гвардейский кавалерийский полк):
  - Макаев, Гариф Давлетович, с января 1942, майор
  - Маркарян, Мисак Гевандович (1909 г.р.), с июля(?) 1943, подполковник.
- 101-й конный артдивизион (148-й артиллерийско-миномётный полк):
  - Хабиров, Сайфулла Халилович (1905 г.р.), с января 1942 командир батареи 101 кад, подполковник
- 80-й отдельный медико-санитарный эскадрон
  - Каракинов Пётр Андреевич, с февраля 1942 военврач третьего ранга (1943 г. — полковник)
  - Давлетов Ахмет Сагадат-Гареевич, командир хирургического взвода

## Отличившиеся воины дивизии
3860 воинов дивизии награждены орденами и медалями, 78 из них стали Героями Советского Союза и пятеро полными кавалерами ордена Славы.
Герой Российской Федерации
- Шаймуратов, Минигали Мингазович

 Герои Советского Союза.
- Азалов, Клычнияз
- Азовкин, Юрий Петрович
- Аминев, Зуфар Закирович
- Аминов, Халлак
- Антошин, Яков Фёдорович
- Арсенюк, Александр Николаевич
- Атаев, Аннаклыч
- Ахмеров, Габит Абдуллович
- Ахметшин, Каюм Хабибрахманович
- Байрамов, Мульки
- Безуглов, Григорий Викторович
- Белов, Григорий Андреевич
- Биктимиров, Салман Галиахметович
- Бояркин, Василий Илларионович
- Булатов, Худат Салимьянович
- Буторин, Виктор Васильевич
- Васильев, Михаил Павлович
- Велисов, Григорий Никитович
- Вишневецкий, Владимир Михайлович
- Воронин, Андрей Фёдорович
- Габдрашитов, Фазулла Габдуллинович
- Галкин, Владимир Александрович
- Гатиатуллин, Шакир Юсупович
- Гизатуллин, Абдулла Губайдуллович
- Гречушкин, Дмитрий Фёдорович
- Грицынин, Константин Данилович
- Давлетов, Абдрауф Ганеевич
- Давлятов, Бакир Рахимович
- Данильянц, Еремей Иванович
- Даутов, Искандер Садыкович
- Дачиев, Хансултан Чапаевич
- Двадненко, Иван Карпович
- Довлетджанов, Бердимурат
- Калинич, Николай Денисович
- Карпов, Михаил Павлович
- Кенжебаев, Туле Таскентбайулы
- Коржов, Даниил Трофимович
- Корсун, Николай Нестерович
- Красиков, Александр Васильевич
- Кужаков, Мурат Галлямович
- Кусимов, Тагир Таипович
- Лунин, Яков Михайлович
- Манахов, Евгений Фёдорович
- Меньшиков, Пётр Михайлович
- Миннигулов, Тафтизан Тагирович
- Михайлюк, Емельян Иосифович
- Мухамед-Мирзаев, Хаваджи
- Набиев, Вали Набиевич
- Нагорный, Михаил Петрович
- Никифоров, Алексей Фёдорович
- Николаенко, Иван Дементьевич
- Панов, Александр Семёнович
- Платонов, Георгий Фёдорович
- Попов, Пётр Дмитриевич
- Разволяев, Иван Павлович
- Рахматуллин, Шамиль Саидович
- Рудой, Анатолий Михайлович
- Свеженцев, Илья Фёдорович
- Симанов, Александр Михайлович
- Соловьёв, Гавриил Иванович
- Степанов, Никита Андреевич
- Титов, Андрей Алексеевич
- Тихонов, Григорий Матвеевич
- Узаков, Аблакул Уразбаевич
- Федотов, Пётр Иванович
- Хайбуллин, Кутлуахмет Кутлугаллямович
- Хайдаров, Амирьян Сулейманович
- Халиков, Тимирбулат Галяутдинович
- Хасанов, Сафа Хузянович
- Чайковский, Иосиф Ефимович
- Черненко, Николай Власович
- Чернухин, Иван Фомич
- Шагиев, Абдулла Файзурахманович
- Якупов, Николай Якупович

 Кавалеры ордена Славы трёх степеней.
- Павленко, Михаил Павлович, гвардии старшина, командир разведывательного взвода 58 гвардейского кавалерийского полка.
- Паутов, Валентин Васильевич, сержант, разведчик 32 танкового полка.
- Первин, Степан Сергеевич, гвардии старший сержант, командир сабельного отделения 58 гвардейского кавалерийского полка.
- Сергеев, Андрей Фёдорович, гвардии красноармеец, разведчик 60-го гвардейского кавалерийского полка.
- Тютюньков, Меркурий Иванович, гвардии младший сержант, сапёр сапёрно-подрывного взвода 62-го гвардейского кавалерийского полка.

## Память
- Музей 112-й Башкирской кавалерийской дивизии (16-й гвардейской Черниговской кавдивизии) при Министерстве культуры и национальной политики Республики Башкортостан (Уфа, Дёмский район, ул. Левитана, д. 27).
- В честь 30-летия формирования дивизии в 1972 году в Уфе установлен памятник воинам 112-й Башкирской (16-й гвардейской Черниговской) кавдивизии.
- Мемориальная доска на здании в Уфе, где находился штаб формирования 112-й кавалерийской дивизии.
- Мемориальная доска с именами всех 78-и Героев Советского Союза 112-й Башкирской (16-й гвардейской Черниговской) кавалерийской дивизии, на здании Национального музея Республики Башкортостан (город Уфа, улица Советская, 14)
- Мраморный обелиск на «Высоте Бессмертия», у г. Белая Калитва, месте подвига воинов из 112-й Башкирской кавалерийской дивизии, под командованием Героя Советского Союза лейтенанта А.Атаева
- Памятник первому командиру дивизии М. М. Шаймуратову в родном селе, автор — скульптор Б. Д. Фузеев.
- Документальный фильм «Всадники победы» (режиссёр: Амир Туйгунов; сценаристы: Салима Батисова, Амир Туйгунов; год выпуска: 2005; Киностудия «Башкортостан» г. Уфа)[7]
- Улица Башкирской Кавдивизии в Уфе
- Переулок Башкирской кавдивизии находится в Дёмском районе Уфы, в посёлке Баланово
- 7 августа 2012 года стартовал международный автопробег, посвящённый 70-летию формирования дивизии, по маршруту Уфа — Чернигов — Берлин — Уфа[8].[9]
- В сентябре 2018 года Почта Луганской Народной Республики выпустила марку «Конный рейд Чернухино», посвящённую дивизии. Марка входит в блок «75-лет освобождению Луганской области от немецко-фашистских захватчиков»[10].
- Памятник 112-й Башкирской кавалерийской дивизии в Аргаяшском районе Челябинской области, расположен у автодороги Челябинск-Кыштым близ деревни Бажикаево.
- Сквер башкирских конников и памятник башкирским конникам — открыты в 2009 году в городе Петровское Луганской области (Украина).
- 11 сентября 2015 года — второй по величине в республике конный памятник; автор скульптор-монументалист и архитектор, член Союза художников России Денис Стритович. В открытии памятника участвовали Владимир Мединский и Рустэм Хамитов.[11]
- 8 июня 2022 года недалеко от места гибели генерал-майора М. М. Шаймуратова вблизи посёлка Штеровка открыт бюст героя (скульптор — Салават Щербаков) в составе создаваемого на этом месте мемориального комплекса «Высотой бессмертия»[12].

- Зал памяти дивизии в Башкирском национальном музее